# Svartsjöns naturreservat
Svartsjöns naturreservat innefattar Svartsjöns omgivningar i Hanvedens skogsområde i Västerhaninge socken i Haninge kommun på Södertörn i Södermanland (Stockholms län). Reservatet omfattar en totalarea om 36,0 hektar varav land 29,2 ha och bildades sommaren 2011. Det ligger i anslutning söder om Paradisets naturreservat. Långsjön ligger till hälften inom reservatet.

## Beskrivning
Svartsjön, som gav reservatet sitt namn, är en av länets äldsta sjöar som isolerades genom landhöjningen från dåvarande Ancylussjön (föregångaren till Östersjön) för cirka 9 000 år sedan. Vid den tiden låg strandlinjen långt västerut och den skenbara vattennivån låg ungefär 75–80 meter över dagens. Inom området finns gott om gamla tallar. De äldsta kan vara över 200 år gamla och har så kallad pansarbark eller krokodilbark, som liknar krokodilskinn. Reservatet är ett Natura 2000-område som består av orörda våtmarker kring skogssjön och vidsträckta hällmarker med gammal tallskog. Genom reservatet sträcker sig Sörmlandsledens etapp Riddartorpet–Paradiset och vid Långsjön ansluter ledens gren mot Nynäshamn.

## Naturreservatets syfte
Enligt länsstyrelsen beslut av en 11 juli 2011 är syftet med reservatet att bevara ett område med naturskogar, orörda våtmarker och näringsfattiga sjöar med dess växt- och djurliv. Området skall även vara tillgängligt för rekreation på ett sätt som inte "äventyrar naturvärdena".

## Bilder

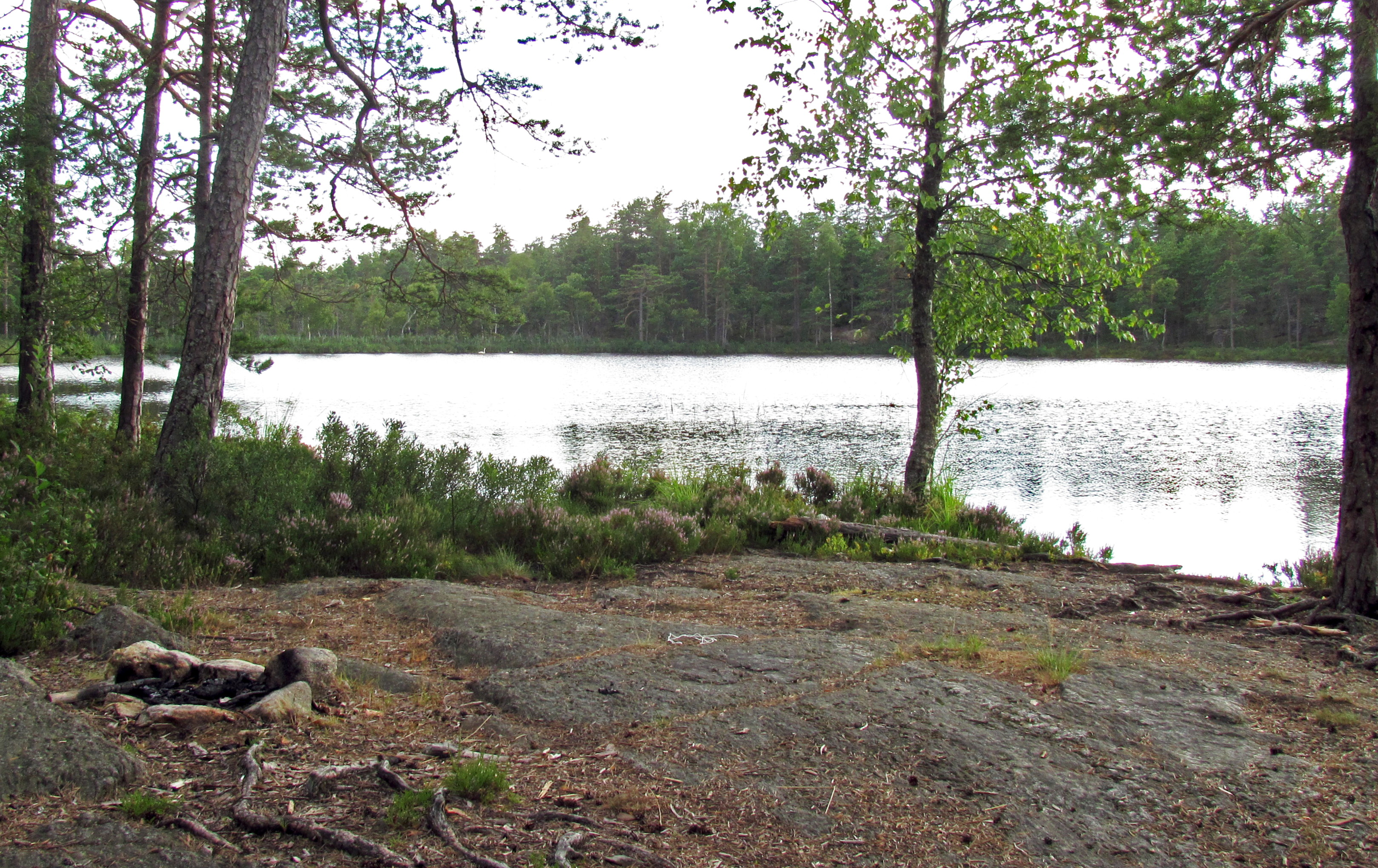
Svartsjön
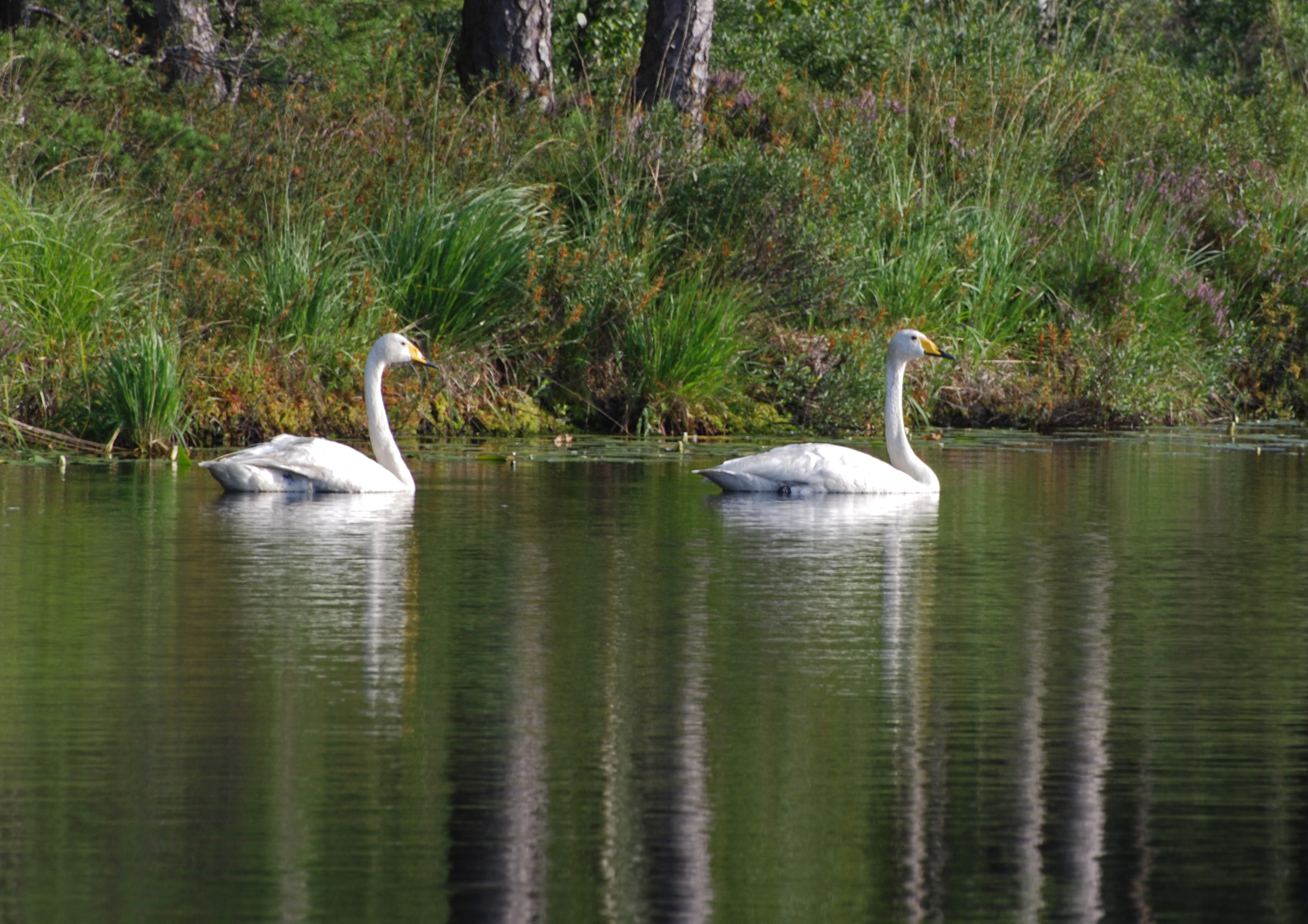
Svanar på Svartsjön
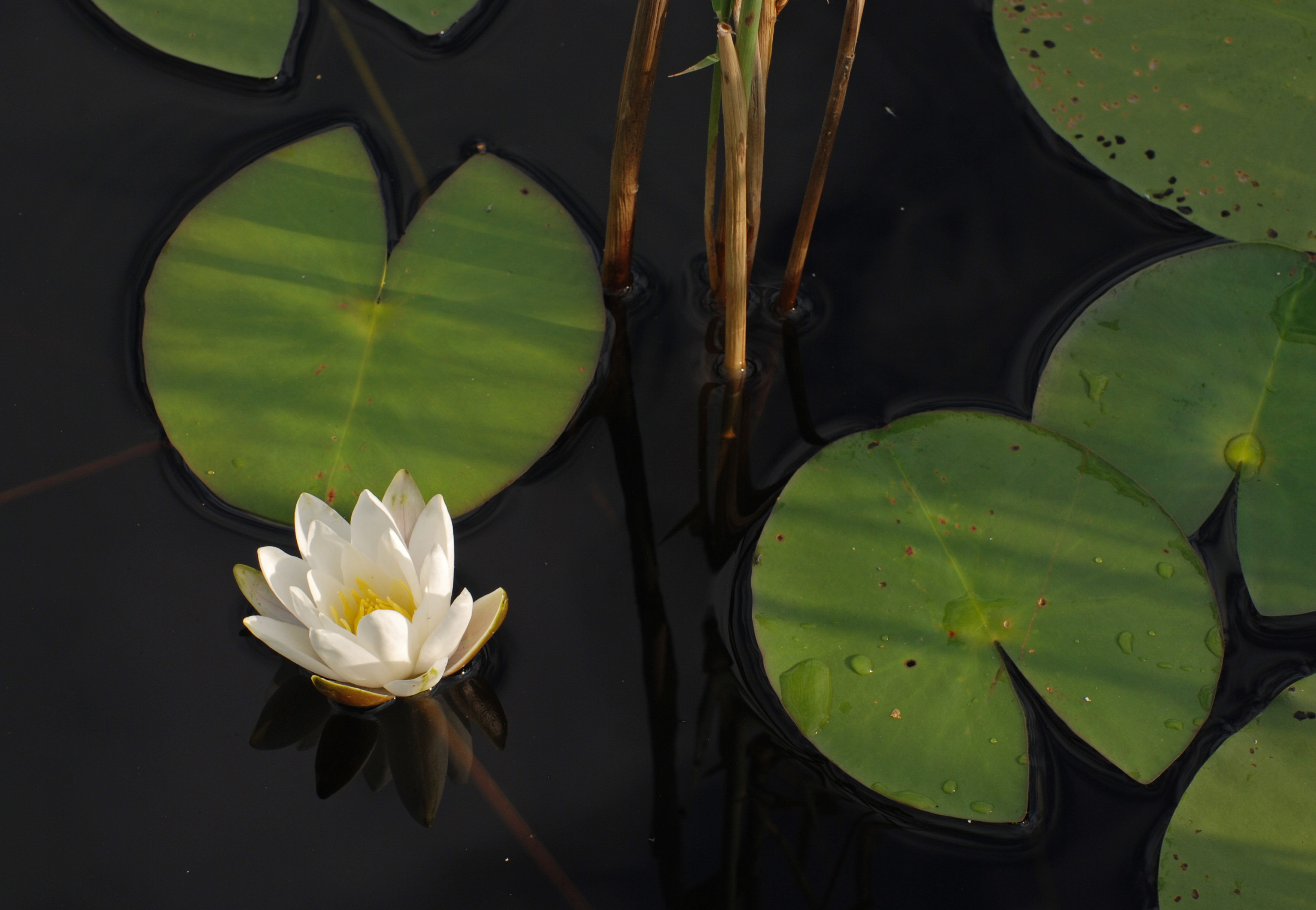
Vit näckros på Svartsjön